# Sato Haruhiko
Haruhiko Sato (sinh ngày 27 tháng 6 năm 1978) là một cầu thủ bóng đá người Nhật Bản.

## Sự nghiệp câu lạc bộ
Haruhiko Sato đã từng chơi cho Kyoto Purple Sanga, Sagan Tosu và ALO's Hokuriku.